# Vogels
Vogels (Aves) zijn een klasse van warmbloedige, gewervelde dieren die gekenmerkt worden door het bezit van veren, een hol maar sterk skelet en aangepaste voorste ledematen die hen in beginsel het vermogen geven te vliegen. Vogels komen wereldwijd voor, in zeer uiteenlopende milieus. Sommige zijn aangepast aan het leven in water, zoals zeevogels, andere aan het leven op het land, zoals loopvogels en weer andere zijn behendige vliegers. Er zijn meer dan elfduizend soorten beschreven, waarvan meer dan 60% tot de zangvogels behoort.
Vogels zijn volgens de cladistiek de enige nog levende vertegenwoordigers van theropode dinosauriërs. De 19e-eeuwse ontdekking van de fossiele oervogel Archaeopteryx toonde aan dat vogels deel uitmaken van de reptielen; de nauwste nog levende verwanten zijn de krokodilachtigen. Uit DNA-onderzoek blijkt dat de moderne vogels tegen het eind van het Krijt ontstonden en een grote diversificatie ondergingen na de Krijt-Paleogeengrens, een periode waarin alle andere dinosauriërs uitstierven.
De meeste vogels zijn sociale dieren, die met hun soortgenoten en andere vogels communiceren door middel van zang. Veel soorten vertonen een complex jacht- of foerageergedrag. Vogels kennen een snelle stofwisseling die onder meer begunstigd wordt door hun efficiënte ademhalingssysteem. Vogels brengen nakomelingen voort door eieren te leggen. Eieren worden meestal in een nest gelegd en door de ouders uitgebroed. Na het uitkomen van het ei is er vaak sprake van een periode van ouderlijke broedzorg.
Verschillende gedomesticeerde vogelsoorten zijn voor de mens een bron van eieren, vlees en veren. Sommige zangvogels, papegaaien en andere soorten worden als huisdier gehouden. Door menselijke activiteiten worden ongeveer 1.200 vogelsoorten met uitsterven bedreigd, ondanks inspanningen om ze te beschermen. Recreatief vogelen is in veel landen een belangrijk onderdeel van ecotoerisme. De wetenschap die vogels bestudeert heet de ornithologie.

## Ontstaan

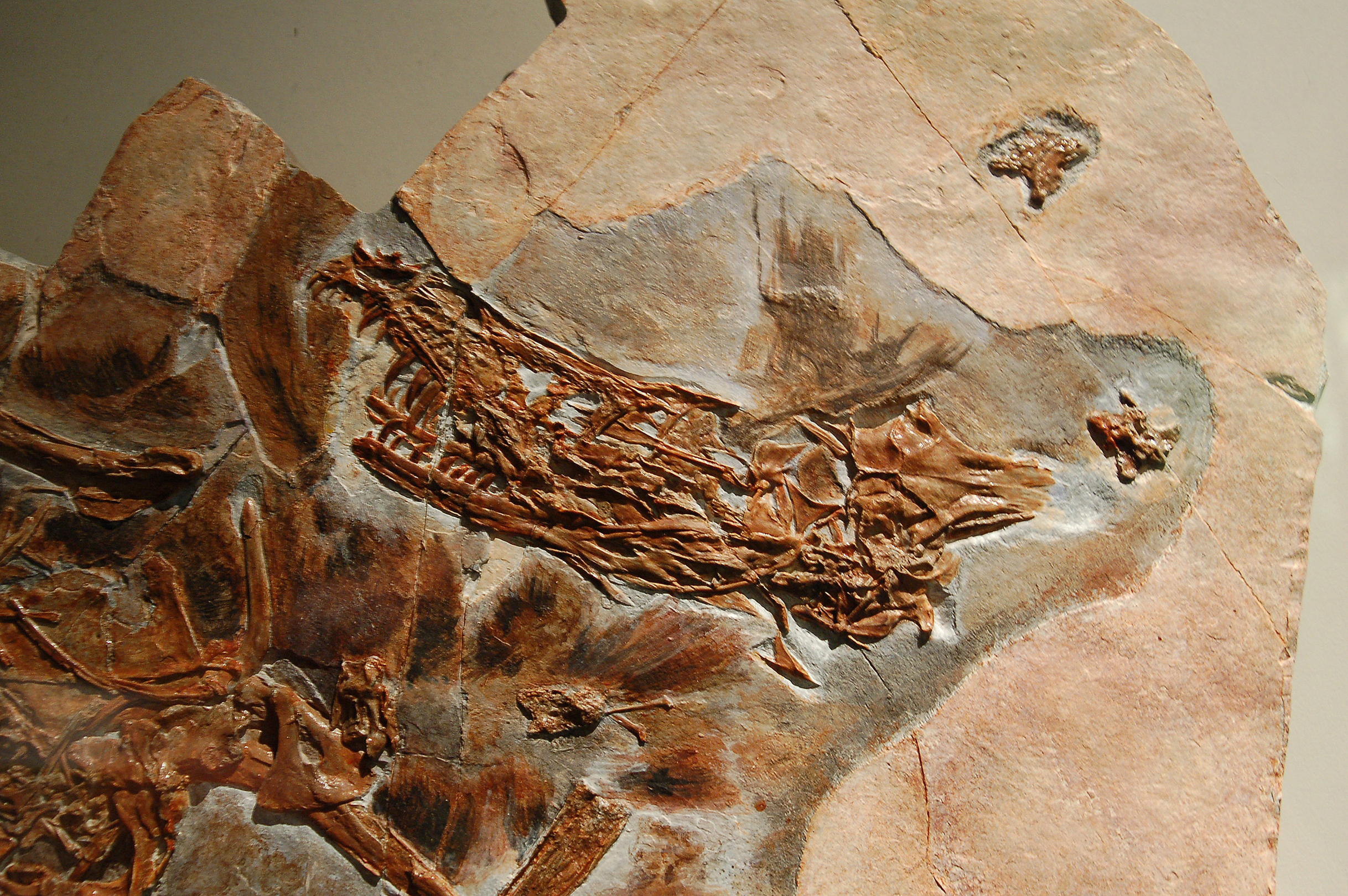
Sinornithosaurus: een gevederde dinosauriër

De eerste vorm waarvan de meeste wetenschappers aannemen dat zij tot de vogels behoorde, verscheen laat in het Jura-tijdperk: de oervogel Archaeopteryx. Er is echter een fossiel (Protoavis) dat mogelijk laat zien dat zij al in het Trias ontstaan zijn, hoewel dat uiterst omstreden is. De modernere vogels, de Ornithurae, splitsten zich in verscheidene groepen. In het Krijt waren de Enantiornithes lange tijd toonaangevend. Een andere ontwikkelingslijn bestond uit de moderne vogels, de Neornithes. Alle vormen behalve deze Neornithes, stierven samen met de andere dinosauriërs uit tijdens de periode die als de Krijt-Paleogeengrens bekendstaat.
De moderne vogels (Neornithes) vormen een grote en gevarieerde groep dieren. Er is één kenmerk dat tegenwoordig bij uitstek uniek is voor de vogels: veren. Alle vogels hebben veren, in tegenstelling tot elk ander huidig dier. Recente fossielen uit China tonen aan dat er onder sommige dinosauriërs zowel veren in moderne zin bestaan hebben als eenvoudige voorlopers ervan.
Aangezien het niet waarschijnlijk is dat zo'n uniek kenmerk meer dan eens is ontstaan, werpt dit een geheel nieuw licht op de relatie tussen vogels en dinosauriërs. In ieder geval zijn de vogels en dinosauriërs ten nauwste aan elkaar verwant. Hiervoor is een aantal mogelijkheden:
1. Vogels zijn dinosauriërs die zijn gaan vliegen nadat veren zijn ontstaan.
2. Dinosauriërs zijn vogels die het vliegen hebben verleerd en (grotendeels) de veren hebben verloren.
3. Beide stammen af van een, tot nu toe onbekende, gemeenschappelijke voorouder die veren had.

Tegenwoordig beschouwen de meeste onderzoekers de eerste mogelijkheid als de meest waarschijnlijke. Vogels zouden daardoor de enige nog levende dinosauriërs zijn, behorend tot de groep van de coelurosaurische Theropoda.

### Onderscheidende kenmerken
Naast veren zijn er vele andere kenmerken, maar deze zijn niet geheel uniek, of niet elke vogel heeft ze:
- Vogels zijn warmbloedig (evenals zoogdieren)
- Vogels kunnen vliegen (behalve bijvoorbeeld struisvogels, emoes, nandoes, kasuarissen, kiwi's en pinguïns), alhoewel sommige zoogdieren deze eigenschap ook hebben, bijvoorbeeld vleermuizen.
- Vogels lopen op twee poten (bipedie). Met een kort dijbeen en een lang scheenbeen zijn knieën meestal niet zichtbaar. Het gewricht tussen scheenbeen en de tarsus (de enkel), wordt vaak aangezien als een knie die naar achteren buigt.
- Vogels leggen eieren met een harde schaal.

Al deze eigenschappen, behalve misschien de tweede, afhankelijk van het omstreden vliegvermogen van Microraptor, komen ook bij (andere) dinosauriërs voor.

## Lichaamsbouw

### Veren en vleugels

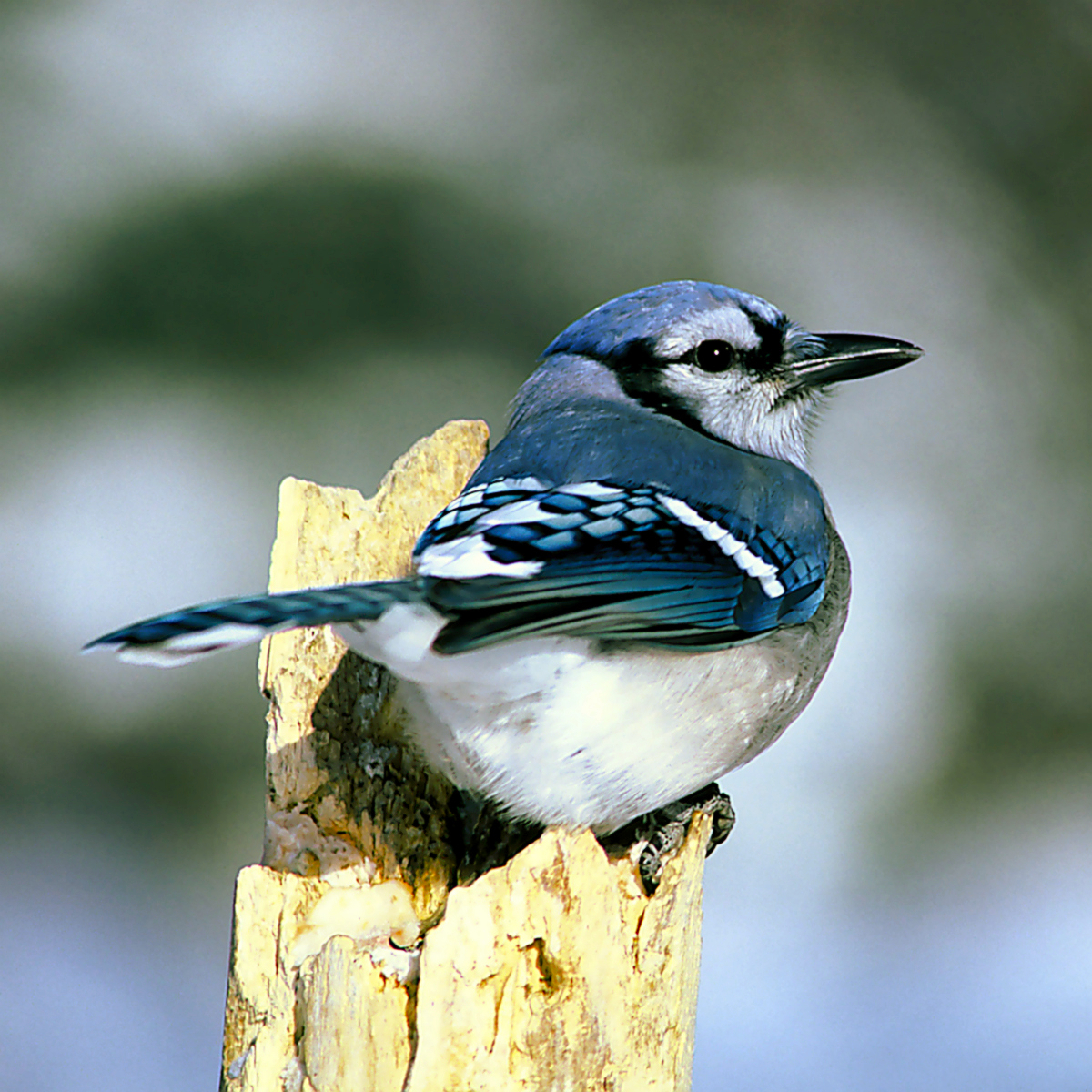
Blauwe gaai (Cyanocitta cristata)

Vogels hebben een speciale bedekking op hun huid. Deze bedekking krijgen ze in een later stadium van hun leven. Ze worden geboren met dons, dat zich al ontwikkelt in de eierschaal.
Veren of pluimen hebben een aantal functies.
Allereerst bieden ze isolatie. Tussen de veren wordt een laagje lucht vastgehouden dat wordt opgewarmd door het lichaam. Dankzij de veren gaat er weinig lichaamswarmte verloren. Bovendien zorgen de veren samen met natuurlijk vet voor een ideale isolatie tegen water, alle in het water levende vogels maken hier gebruik van.
De lichaamsbedekking bestaat uit donsveren en dekveren. De donsveren dienen als een soort onderkleding en de dekveren als bovenkleding. De veren van de vleugels en staart zijn het grootst en worden pennen genoemd. In de botten van de vleugels is het patroon van een arm met een hand te herkennen. Sommige vogels hebben veren die niet erg verig meer aandoen: pinguïns, kiwi's, struisvogels. De enige vogels zonder vleugels zijn de uitgestorven moa's.
Bij vogels zijn het bijna altijd de vrouwtjes die de broedzorg hebben en goede schutkleuren hebben; het zijn de mannetjes die de meest kleurige en opvallende veren hebben (bij onder andere franjepoten zijn de vrouwtjes het mooist), in tegenstelling tot andere dieren moet het vrouwtje verleid worden; vaak gaat dit gepaard met een soms complexe balts, zang of het aanbieden van voedsel, bijvoorbeeld: een hoopje wormen.
Veren gaan niet een volledig vogelleven mee. Daarom moeten vogels ruien. Vaak gebeurt dat in de herfst, maar sommige vogels ruien ook nog een keer in het voorjaar. Sommige vogels worden speciaal gekweekt voor de veren zoals eidereenden, ganzen en struisvogels.
In de afbeelding van de groene vogel zijn de verschillende lichaamsdelen van een vogel aangegeven. De kleur van de veren op de stuit (de veren tussen de rug en de dekveren aan de bovenkant van de staart) is vaak een typisch kenmerk. Er zijn diverse vogelsoorten met een witte stuit zoals de blauwe kiekendief, huiszwaluw en gaai. Bij de roodstuitzwaluw is de bruinrode stuit zelfs in de naam verwerkt.
De streek tussen het oog en de wortel van de snavel heet teugel (zie bijvoorbeeld de brandgans). Als de kleuring doorloopt door het oog tot het achterhoofd, spreekt men van de oogstreep (zie bijvoorbeeld het vrouwtje van de wilde eend). Ook dit is vaak een karakteristiek kenmerk. De smalle streek boven het oog heet wenkbrauwstreep.

### Vogelskelet

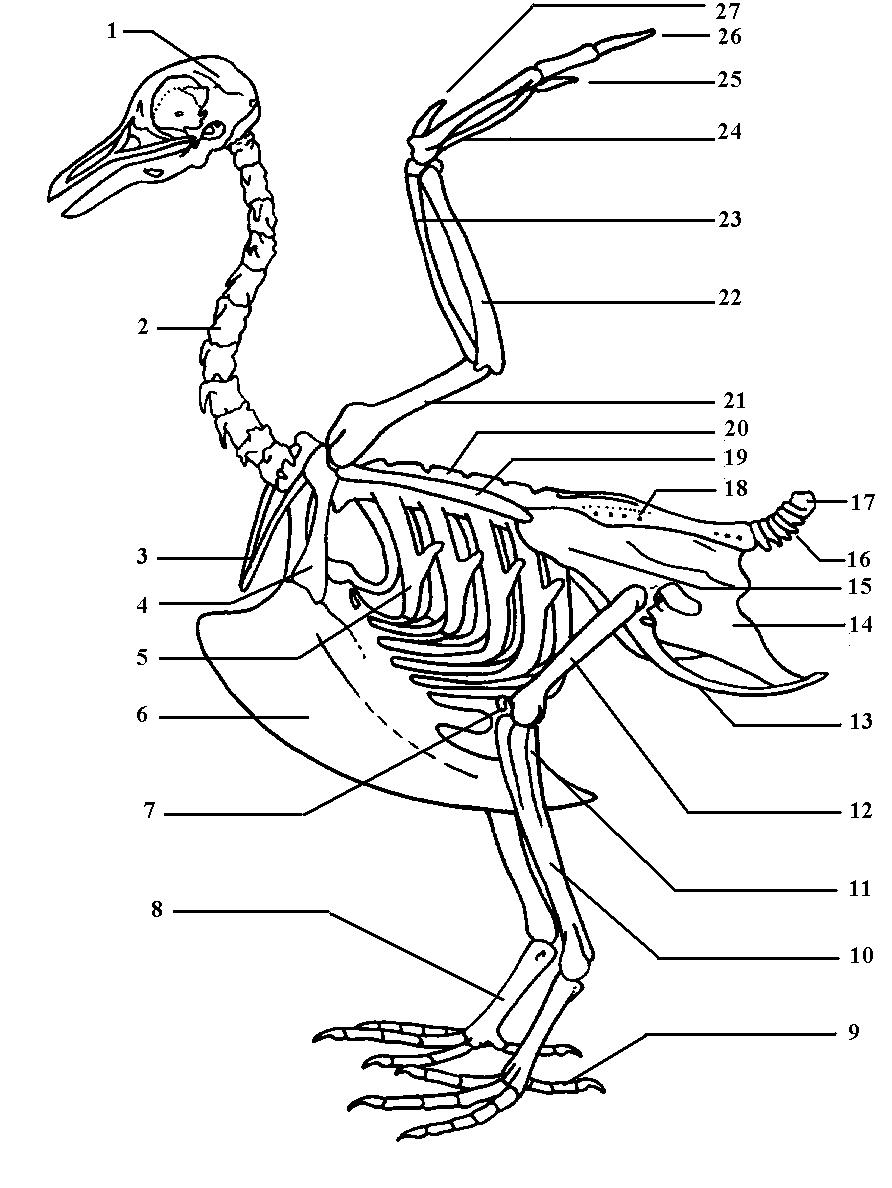
1. Schedel (Cranium);
2. Halswervel;
3. Vorkbeen (Furcula);
4. Ravenbeksleutelbeen (Os coracoides);
5. Rib;
6. Borstbeenkam (Carina sterni);
7. Knieschijf (Patella) (niet zichtbaar van buiten);
8. Tarsus (voet);
9. Achterteen;
10. Tibia (scheenbeen);
11. Kuitbeen (Fibula);
12. Dijbeen;
13. Schaambeen;
14. Zitbeen;
15. Darmbeen;
16. Staartwervel;
17. Stuit (einde staartwervelkolom);
18. Synsacrum (vergroeiing van de heilgbeenwervels);
19. Schouderblad;
20. Notarium (vergroeiing van borstwervels);
21. Opperarmbeen (Humerus);
22. Ellepijp (Ulna);
23 Spaakbeen;
24 Carpometacarpus (vergroeiing van handwortelbeen en middenhandsbeen, typisch voor vogels);
25 Digitus minor;
26 Digitus major;
27 Alula (aanhechting duimvleugelveren).

Vogels zijn sterk aangepast aan het vliegen. Zo hebben moderne vogels geen tanden in de kaak maar een hoornsnavel, die lichter is en een gespierde maag om te kunnen kauwen. Beide eigenschappen kunnen we ook bij dinosauriërs vinden. Vele uitgestorven vormen hadden echter nog wel tanden. Bij de meeste vogels kan de bovenkaak naar boven buigen.
Botten van vogels bevatten veel holtes, waardoor ze licht maar toch sterk zijn.
Vogels hebben geen klauwen (vingers met nagels) aan hun voorpoten. De botten van de voorpoten vertonen aanpassingen zoals de carpometacarpus (zie 24 in figuur Vogelskelet), een vergroeiing van handwortelbeentjes en middenhandsbeentjes die typisch is voor vogels en die de voorpoten geschikt maakt om mee te vliegen. De hoatzin is de enige vogelsoort die (in juveniel stadium) nog een klauwtje heeft. Loopvogels kunnen niet vliegen en missen dus deze speciale aanpassingen. Een andere opvallende aanpassing aan het vliegen is de borstbeenkam (Carina sterni, zie 6 in figuur Vogelskelet). Dit is een opvallend groot, bladvormig bot aan de buikzijde van de vogel. Dit bot dient als aanhechting van de grote borstspieren; dit zijn de spieren waarmee de vleugels naar omlaag bewogen worden.
De meeste vogels kunnen hun ogen niet bewegen, met uitzonderingen als de aalscholver. Vogels met de ogen aan de voorzijde als de uil kunnen met hun binoculair gezichtsvermogen diepte waarnemen. Vogels met de ogen aan de zijkant hebben een groot gezichtsveld, maar kunnen geen diepte zien als het hoofd wordt stilgehouden. Beweging maakt dieptewaarneming mogelijk door bewegingsparallax, maar maakt het moeilijker details waar te nemen. Daarom knikken veel vogels tijdens het lopen en zwemmen met hun hoofd, vergelijkbaar met de optokinetische reflex bij zoogdieren. Het hoofd wordt daarbij even stilgehouden ten opzichte van de omgeving om details waar te kunnen nemen. Dit wordt gevolgd door het naar voren brengen van het hoofd, zodat diepte kan worden waargenomen. Dit gaat gepaard met een saccade waarbij de ogen zich snel verplaatsen naar een volgend object. Vogels als duiven kunnen hun ogen enigszins bewegen, maar het lijkt erop dat het met de lange nek voordeliger is het hoofd te bewegen.

#### Snavel
De snavel van een vogel vertelt veel over de leefwijze. Zo hebben zaadeters een kegelvormige snavel, roofvogels (dagroofvogels, uilen en klauwieren) een haakvormige snavel, insecteneters een korte, spitse snavel en vogels die hun eten in de grond of in het water zoeken een lange snavel. Eenden hebben een zeefsnavel om het voedsel uit het water te kunnen filteren.

#### Poten
Bij een vogelpoot blijven het dijbeen en kniegewricht verborgen in het verenkleed. Het zichtbare deel bestaat uit het scheenbeen of tibia. Dit deel is vaak bevederd en omdat dit uiterlijk het bovenste deel van de poot lijkt, wordt dit vaak de dij van een vogel genoemd. Zo heeft de aalscholver in de broedtijd een witte dijvlek, maar feitelijk is dit het bevederde scheenbeen. Het gewricht dat daaronder zit is dan ook niet de knie, maar de hiel. Toch wordt hiervoor de term knie vaak gebruikt (roodknieplevier). Het deel onder de knie is de tarsus (zie figuur met vogelskelet).
Net als de snavel vertellen ook de poten veel over een vogel. Vogelpoten hebben bij de meeste soorten vier tenen. Vogels die in moerassen leven hebben lange poten (een sterk verlengde tarsus) met gespreide tenen en kleine vliezen. Eenden hebben echte zwemvoeten met brede zwemvliezen. Roofvogels (Accipitriformes en de Falconiformes) en uilen (Strigidae) hebben klauwen met lange nagels om mee te grijpen. Vogels die veel op takken zitten (zoals de meeste zangvogels) hebben pootjes die geschikt zijn om de tenen om een tak heen te krullen.

### Spieren
De twee belangrijkste spieren die instaan voor de vleugelbewegingen zijn de grote borstspieren en de coracoacromiale band, ook wel kleine borstspier. Beide soorten bevinden zich grotendeels centraal aan de buikzijde, wat belangrijk is voor de balans van de vogel in vlucht. De grote en de kleine borstspier zijn antagonisten (een spier die de tegenovergestelde beweging van een andere spier uitvoert), ze stellen de vogel in staat de vleugels te bewegen en te vliegen.
- De grote borstspieren zorgen voor de neerwaartse vleugelslag. Hierbij moet veel kracht ontwikkeld worden (de vogel moet zich als het ware afzetten tegen de lucht). Vandaar dat deze spieren in verhouding groot zijn en zeer sterk ontwikkeld zijn. Alle vliegende vogels hebben daarom een borstbeenkam, een groot, bladvormig bot aan de buikzijde, dat de aanhechtingsplaats van de grote borstspieren vormt (zie Vogelskelet).
- De kleine borstspier heeft een tegengestelde werking, ze zorgt voor de opwaartse beweging van de vleugels. Voor de meeste vogels is de opwaartse slag een herstelslag: deze slag brengt de vleugel terug in positie om aan een krachtige neerwaartse stoot te beginnen. Deze spier is dan ook niet zo goed ontwikkeld als de grote borstspier.

### Longen

De lucht in een vogellong stroomt steeds in één richting

Vliegen is een zeer arbeidsintensieve bezigheid die een goed hart- en longensysteem vereist om de vliegspieren van brandstof en zuurstof te voorzien en om geen zuurstofgebrek te hebben op grote hoogte (mensen hebben bijvoorbeeld wel last van een zuurstofgebrek als zij hoog klimmen). De stijve vogellongen werken beduidend efficiënter dan zoogdierlongen omdat de lucht er, door gebruik van flexibele buffers in de vorm van luchtzakken en een aparte van kleppen voorziene in- en uitgang, altijd in één richting door stroomt en er niet in- en weer uitgepompt wordt. Er is geen vermenging van zuurstofarme (oude) en (nieuwe) zuurstofrijke lucht. Hun longen bestaan inwendig uit een groot aantal buisvormige parabronchi, waar de gasuitwisseling plaatsvindt. De bloedstroom loopt daarbij tegengesteld aan de luchtstroom, wat de uitwisseling bevordert. Vogels zijn in het bezit van voorste en achterste luchtzakken, waar de lucht via een tweedelige cyclus doorheen stroomt. De ademhaling gebeurt in twee cycli. Tijdens de eerste cyclus wordt de ingeademde lucht in de achterste luchtzakken gezogen en bij de uitademing verder geperst over de parabronchi in de longen. Tijdens de tweede cyclus wordt de lucht uit de parabronchi in de voorste luchtzakken gezogen en uitgeademd via de trachea. Er zijn sterke aanwijzingen dat deze eigenschap zich al bij de dinosauriërs (in het bijzonder de Avetheropoda) ontwikkeld heeft.

## Onderverdeling
|                             |  |               |
| Onderverdeling vóór 2005... |  | ...en na 2005 |

Tot voor de jaren 1980 werd een taxonomie gebruikt die was gebaseerd op het werk van Alexander Wetmore. Hierin wordt de traditionele of morfologische classificatie van de vogels tot uitdrukking gebracht. Deze classificatie heeft altijd problemen gekend. Veel van de morfologie van een vogel wordt gedicteerd door de specifieke levenswijze van het dier (kunnen vliegen met name) en veel fossielen zijn er niet omdat vogelbotten erg vergankelijk zijn. Uit het DNA-onderzoek naar de taxonomie van de vogels dat daarna op gang kwam, bleek dat deze traditionele classificatie op de helling moest. Daarna kwam er steeds meer beweging  in de studie van de vogelsystematiek tot in 2008 een mijlpaal werd bereikt met de studie van Hackett et al.
De moderne vogels (de Neornithes) zijn in twee hoofdgroepen onder te verdelen, de Palaeognathae (Struisvogelachtigen) en de Neognathae (alle overigen). De namen verwijzen naar de structuur van het verhemelte (gnathos: kaak) die ofwel ouderwets (palaios) ofwel nieuw is (neos). De paleognathe vogels zijn grotendeels loopvogels die het vliegen verleerd hebben, hoewel de tinamoes daar een uitzondering op zijn.
De Neognathae worden onderverdeeld in een vrij groot aantal orden. De taxonomie van de vogels was anno 2005 echter een vrij omstreden zaak, omdat de DNA-resultaten een aantal traditionele denkbeelden tegenspreken (zie DNA-onderzoek naar de taxonomie van de vogels). Een gedegen studie van DNA-basevolgorden is in tegenstelling tot die van de zoogdieren pas in 2008 verschenen. De gegeven indeling van de vogels is daarom onder voorbehoud en zal ongetwijfeld nog bijstelling behoeven.
Wel is sinds de vondst van Vegavis iaai (beschreven 2005) duidelijk geworden dat een deel van de diversiteit van de Neornithes en zelfs de Neognathae al stamt uit het Mesozoïcum. De stamboom moest daarom in 2005 qua tijd vrij drastisch herzien worden (vergelijk de twee stambomen). Ook werd het duidelijk dat de Neognathae bestonden uit een oude groep, de Galloanserae, die de eend-achtigen en de hoenders omvat en een nieuwere, de Neoaves.

### Nieuw DNA-onderzoek

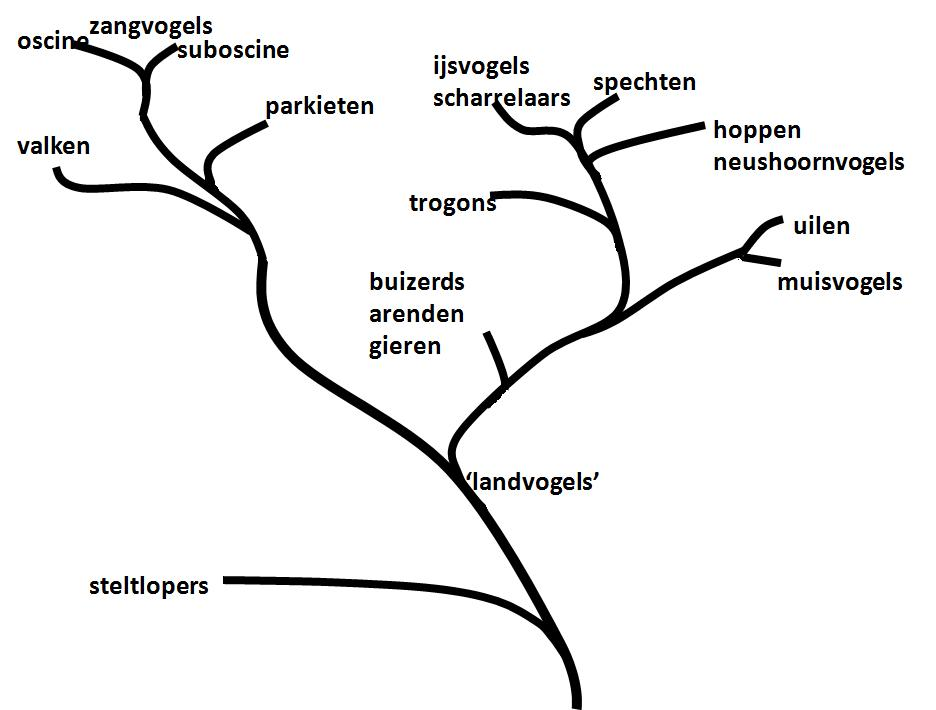
Een deel van de nieuwe stamboom van de vogels volgens het DNA-onderzoek van Hackett et al.

Tot juli 2008 zijn er allerlei moleculaire classificaties van de vogels gesuggereerd, maar die waren allemaal onstabiel. Een wetenschappelijke consensus onder ornithologen ontbrak. Op 27 juni 2008 verscheen er een bijzonder uitgebreid onderzoek dat waarschijnlijk verandering in die situatie gaat brengen. Zo blijft er van de orde Gruiformes (Kraanvogels en verwanten) niet veel over. De valken blijken eerder aan de zangvogels en parkieten verwant dan aan de eigenlijke roofvogels, die gemakshalve maar met landvogels aangeduid worden (zie afbeelding). De muisvogels en de uilen blijken verwant en hetzelfde geldt voor de futen en de flamingo's en zo zijn er nog tal van veranderingen.

## Zang
Veel vogels maken diermuziek, het zingen. Vogels maken geen geluid met het strottenhoofd zoals zoogdieren, maar met behulp van trillende lippen en membranen in de syrinx, het vocale orgaan dat uniek is voor vogels.
Vooral de zangvogels, bijvoorbeeld de nachtegaal, hebben de zang tot een ware kunstvorm en een belangrijk communicatiemiddel ontwikkeld. Bij andere ordes is de zang vaak een eentonige roep zoals bij de koekoek. De orde Passeriformes (zangvogels) is de jongste orde van de vogels die in het midden van het Tertiair ontstaan is. Het is vandaag verreweg de grootste orde met de meeste soorten, variërend van kleine actieve vogeltjes die in boomkruinen leven, zoals de zangers, tot de krassende raaf.

### Waarom zingen vogels?
Voor middeleeuwse geleerden was dit duidelijk: vogels zouden zingen om God te loven met hun lied. Bovenal gold dit voor de veldleeuweriken, die immers ook nog eens opstijgen naar de hemel. Zo schreef een anonieme dichter uit de veertiende eeuw over de leeuwerik:
Aloëtte, voghel clein

Dyn nature es zoete ende rein

So es dyn edel sanc

Daer dienstu met den Here allein

Te love om sinen danc.
Later werd de opvatting populair dat vogels zingen om mensen te behagen. Vogelzang zou geen ander doel dienen dan voor mensen prettige achtergrondmuziek te produceren.
Modernere vogelonderzoekers hebben in tal van experimenten aangetoond dat vogels voornamelijk zingen om twee redenen. De eerste is om hun territorium te verdedigen tegenover soortgenoten. Het territorium is het voedselgebied van de vogel - wat niet automatisch samenvalt met het gebied waar het paartje broedt. Het mannetje zingt ook niet exact vanuit het midden van het territorium. Meestal kiest de vogel vier of vijf zangposten aan de buitenkanten, om het gebied goed af te bakenen. Zo'n buitenpost kan dus ook door een naburig mannetje als zangpost gebruikt worden. Het zingen is dus bedoeld om niet voortdurend grensgevechten te hoeven leveren. In veel opzichten is vogelzang dus weinig meer dan vocaal vechten, met ander woorden: schelden naar de buren.
De tweede functie van het te zingen is het lokken (en binden) van een partner; vocaal flirten. Zo moet de prachtige en zeer luide nachtegaalzang zijn ontstaan: nachtegaalmannen komen een week eerder dan de vrouwen aan op de broedplaatsen en beginnen luidkeels een territorium te claimen. Dag en nacht proberen ze vervolgens een vrouwtje te lokken. De zanger met het meeste volume en uithoudingsvermogen heeft de grootste kans dat hij door een vrouwtje wordt uitverkoren om voor nageslacht te zorgen.
Bij de meeste vogels dient hetzelfde zangtype beide doelen, maar er zijn ook vogels met een afzonderlijke territoriumzang en een aparte liefdeszang, bedoeld voor het vrouwtje. Dit laatste type is vaak een fluisterzang: een zeer zachte zang, die vaak alleen in de paartijd en vlak in de buurt van het wijfje wordt voortgebracht.

## Vogelen
Vogelen is het bekijken, op naam brengen en tellen van vogels, het inventariseren van de vogels in gebieden en het doen van onderzoek naar bijvoorbeeld gedrag en ecologie.
Vogelaars kunnen verschillende drijfveren hebben. Sommigen voeren inventarisaties van populaties uit, om zo de kennis over soorten te vergroten en natuurbescherming effectiever te maken. Anderen vinden het interessant om zo veel mogelijk verschillende soorten te zien, het spotten of soortenjagen. Ook reizen mensen die vogelen vaak naar natuurgebieden in binnen- en buitenland om daar vogels te bestuderen.

## Vogelonderzoek
Om tot inzicht te komen over het gedrag van de diverse vogelsoorten, wordt er onderzoek gedaan, dit bestaat uit het ringen van vogels, analyse van het voedsel, het telemetrisch volgen tijdens de vogeltrek.